# Pauwquetzal
De pauwquetzal (Pharomachrus pavoninus) is een vogel uit de familie van de Trogonidae (Trogons).

## Verspreiding en leefgebied
Deze soort komt voor in het Amazonebekken van zuidoostelijk Colombia tot noordoostelijk Peru (Rio Negro).